# Osmiza

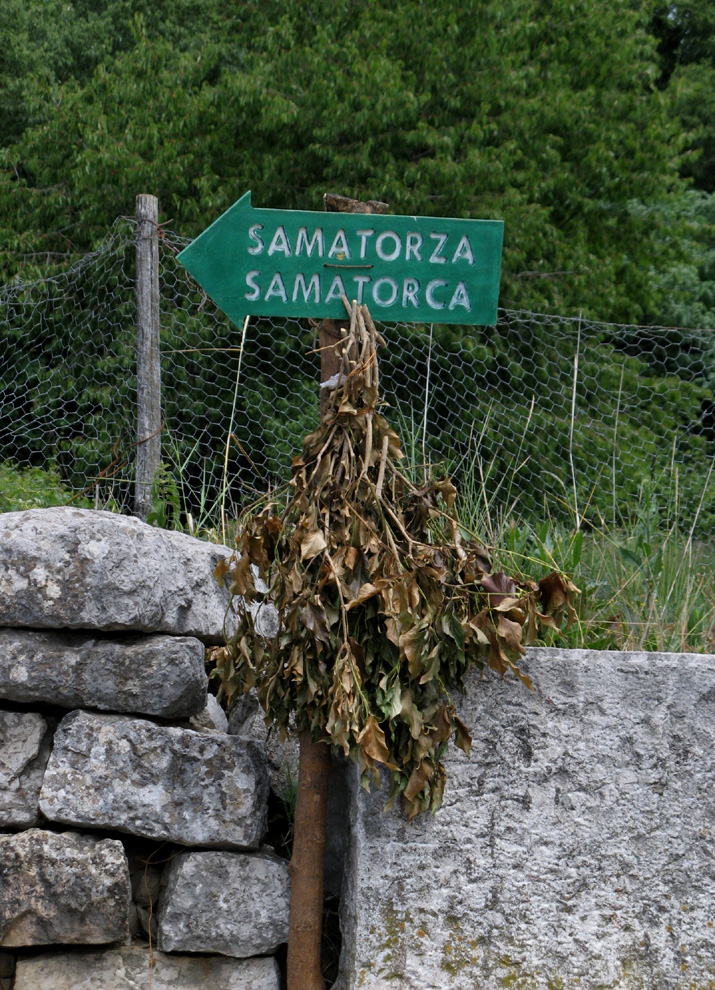
Frasca che segnala la presenza di un'osmiza aperta a Samatorza (Sgonico), sul Carso triestino

Un'osmiza, od osmizza (in sloveno osmica), è un locale tipico dell'altopiano del Carso, tra Italia e Slovenia, dove si vendono e si consumano vini e prodotti del luogo (quali uova, prosciutti, salami e formaggi) direttamente nei locali e nelle cantine dei contadini che li producono.
Le osmize sono diffuse in tutta la provincia di Trieste e, in misura minore, nel Litorale sloveno, nella Valle del Vipacco e nell'Istria slovena (nei comuni di Capodistria e di Isola).
Inoltre, al di fuori di queste zone, un tempo facenti parte del Litorale Austriaco, l'osmiza è diffusa in Friuli (conosciuta semplicemente come frasca), Austria, Carniola, e in altri luoghi dell'ex Impero Austroungarico. In Austria vengono chiamate Buschenschank (da non confondersi con le Heuriger).

## Storia

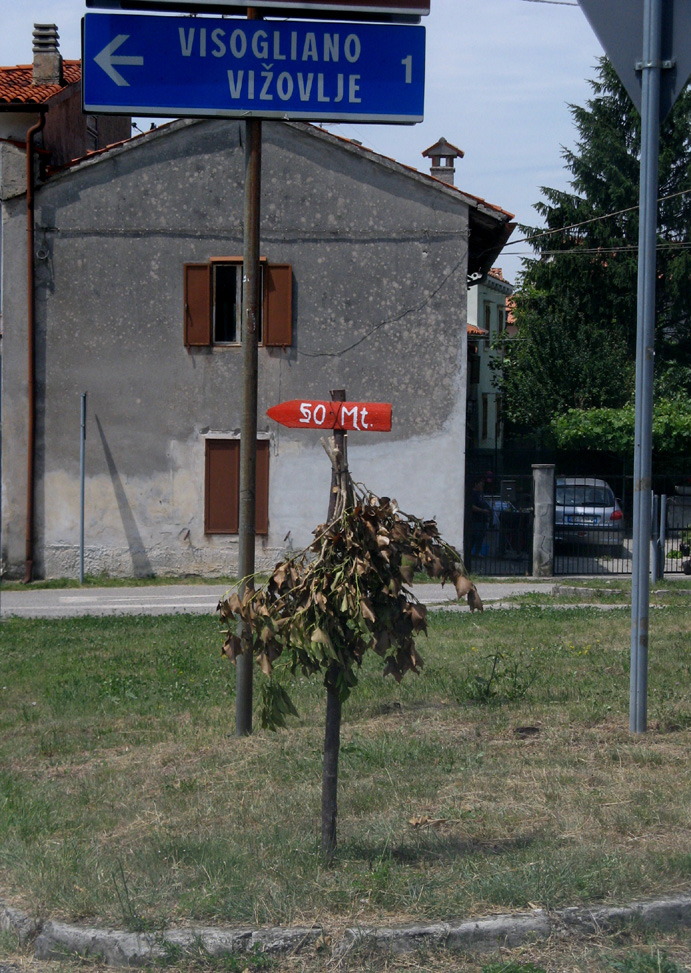
Frasca di osmiza a Visogliano

L'usanza è molto antica: può farsi risalire all'epoca di Carlo Magno, quando l'Istria e Tergeste vennero abbandonate dai bizantini ed entrarono a far parte del Regno franco. Un'ordinanza di Carlo Magno concedeva a tutti i viticoltori dell'Impero il diritto di vendere direttamente il loro vino segnalando tale attività con l'esposizione di una frasca di edera. 
Diversi documenti attestano l'esistenza delle osmize in periodo medioevale. Uno, del 1430, riporta come i contadini di Prosecco, presso Trieste, sostenessero che il loro vino sfuso venduto sul posto fosse esente da dazi. L'antica usanza fu quindi restaurata, ristabilendone un preesistente radicato diritto, con un decreto del 1784 emanato da Giuseppe II d'Asburgo. Il decreto permetteva agli agricoltori di vendere vino sfuso prodotto in casa per un periodo di otto giorni. Il termine osmiza (in sloveno osmica - pronuncia: osmizza) viene da osem, che significa “otto”, e indicava la durata della concessione del periodo di apertura, di otto giorni appunto, delle osmize. 
(Cesare Fonda, Andar per frasche, Ed. "Italo Svevo", Trieste, 1997, p. 11)

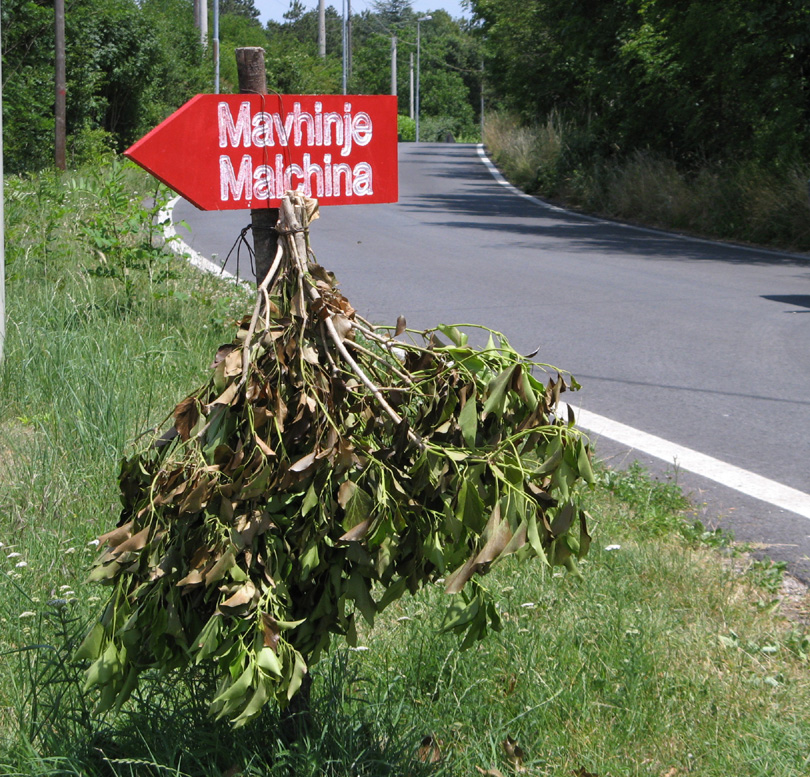
Frasca di osmiza a Malchina

L'osmiza in tali casi doveva essere indicata con una frasca in bella vista lungo la strada e sulla casa, pena la confisca.
Ancor oggi, a turno, i contadini del Carso aprono le loro cantine e appendono delle frasche nelle vicinanze, in modo da guidare gli avventori alle loro case. Il periodo di apertura può essere superiore agli otto giorni e viene calcolato sulla base della quantità di vino prodotto. La scelta del periodo è a discrezione dei contadini.